# Petala Gomes Ribeiro
Pétala Gomes Ribeiro (1988) es una bióloga, taxónoma, botánica, curadora, y profesora brasileña.

## Biografía
En 2009, obtuvo la licenciatura en ciencias biológicas por la Universidad Estatal de Feira de Santana, con la tesina "Análise do conteúdo peixes em livros didáticos de ciëncias do 7 ano", orientada por Alexandre Clistenes de Alcäntara Santos; un máster en ciencias biológicas supervisado por el Dr. Luciano Paganucci de Queiroz (1958) defendiendo la tesis " Flora da Bahia : família Leguminosae, subfamília Mimosoideae: Tribo Acacieae e Tribo Mimoseae - Parte I", por la misma universidad y se encuentra finalizando el doctorando en botánica por la misma casa de altos estudios, habiendo cumplido un período sandwich en el Real Jardín Botánico de Kew, con la supervisión de Gwilym Peter Lewis (1952); como becaria de la Coordinación de Capacitación de Personal de Nivel Superior.
Estudia la taxonomía de los géneros Senegalia, Vachellia (tribu Acacieae), Parapiptadenia, Piptadenia, Pityrocarpa, y Pseudopiptadenia (Mimoseae), Leguminosae-Mimosoideae en el Proyecto Flora de Bahía. Y desde 2009, es becaria en el Departamento de Botánica, de la Universidad Estatal de Feira de Santana.

## Algunas publicaciones
- SEIGLER, D. S.; EBINGER, J. E.; RIBEIRO, Pétala G.; QUEIROZ, L. P. 2014. THREE NEW SPECIES OF SENEGALIA (FABACEAE) FROM BRAZIL. Botanical Research Institute of Texas. Journal 8: 61-69.

- SEIGLER, D. S.; EBINGER, J. E.; RIBEIRO, Pétala G. 2012. A previously unrecognized species of Senegalia (Fabaceae) from Northeastern Brazil. Botanical Research Institute of Texas. Journal 6: 397-401.

### En Congresos
- RIBEIRO, Pétala G.; SANTOS, A. C. A. 2009. Análise do conteúdo Peixes em livros didáticos de ciências do 7 ano. In: XII Seminário de Iniciação Científica / Semana Nacional de Ciência e Tecnologia, Feira de Santana: UEFS.

## Honores

### Membresías
- Sociedad Botánica de Brasil[6]